# Listă de etimologii ale localităților din Dobrogea
Aceasta este o listă a etimologiilor localităților din Dobrogea românească.
| Localitate    | Limbă    | Înțeles |
| ------------- | -------- | --- |
| Somova        | română   | de la peștele somn, des întâlnit pe vremuri în lacurile din apropiere |
| Babadag       | turcă    | "Muntele Tatălui" |
| Techirghiol   | turcă    | "Lacul Vărgat" - când bate vântul, valurile înspumate răscolesc nămolul din lac dând apei o culoare cenușie. Spuma valurilor și culoarea cenușie a apei răscolită de furtună dă lacului un aspect vărgat.sau "Lacul barbunului". |
| Cernavodă     | slavonă  | "Cerna voda"="Apă neagră", sau de la Negru Vodă, "cern" fiind un arhaism pentru negru |
| Tuzla         | turcă    | "Sărătură" |
| Medgidia      | turcă    | de la sultanul Abdul-Medjid |
| Saligny       | franceză | de la arhitectul român cu origini franceze Anghel Saligny |
| Poarta Albă   | română   | denumirea este o traducere a denumirii originale Alakapi, din tătara crimeană, |
| Adamclisi     | turcă    | Numele Adamclisi este forma românizată a denumirii turcești Adam Kilisse (Casa lui Adam, interpretată ca fiind Biserica Omului). Turcii au considerat impunătorul monument roman Tropaeum Traiani drept biserică. |
| Sarichioi     | turcă    | Sat galben. |
| Murighiol     | turcă    | "Lacul furnicilor". |
| C.A. Rosetti  |          | După Constantin A. Rosetti |
| Hârșova       | turcă    | Numele derivă din expresia „odovan hîrs geliyor" care se traduce prin "vine ursul (hârs) din șes (câmpie)". Vorbele îi aparțin sultanului și au fost rostite în clipa cuceririi fortificației. Pentru a-i alunga pe turci, apărătorii cetății au folosit piei de urs, iar sultanul a strigat „Odovan hîrs geliyor!", dând astfel numele localității.                      |
| Casimcea      | turcă    | Kasım : „cel darnic” |
| Ostrov        | română   | 1. Insulă mai mare. 2. Insulă fluvială formată în urma unui proces de acumulare. [Acc. și: óstrov] |
| Ghindărești   | română   | de la ghindă |
| I.C. Brătianu | română   | de la omul politic Ion C. Brătianu |
| Negru Vodă    | română   | după personajul legendar Negru Vodă. |
| Târgușor      | română   | pe vremuri era un sat tătăresc numit Pazarlî sau Pazarlîk însemnând Târgul sau Satul cu târg |
| 2 Mai         | română   | numele (pe atunci Două Mai) i-a fost dat la înființare, pentru a cinsti ziua de 2 mai 1864, când Alexandru Ioan Cuza a dizolvat adunarea legislativă a Principatelor Unite ale Moldovei și Țării Românești pentru a-și promova reformele. După o legendă locală, denumirea ar proveni de la cele două "maiuri”, unelte țărănești care s-ar fi folosit în această așezare. |
| Crucea        | română   | de la Biserica parohiei Crucea |
| Beștepe       | turcă    | "Cinci Coline" |
| Cuciurova     | turcă    | "çukur" înseamnă vale, "ova" - campie. |
| Bugeac        | turcă    | "buçak" înseamnă unghi, colț, loc izolat |
| Topraisar     | tătară   | "Fortul conducătorului" |